# Willem Hoogendijk
Willem (Derk Willem Witte) Hoogendijk (Amsterdam, 29 oktober 1932, Utrecht, 5 september 2023) was een Nederlandse milieuactivist en jurist. Hij was werkzaam in het Utrechtse cultureel centrum de Kargadoor. Vanuit dit centrum organiseerde Willem Hoogendijk in 1970 de eerste milieudemonstraties. Hoogendijk stond aan de wieg van de Aktie Strohalm,  Stichting Milieu-educatie en de ENFB. Hij was oprichter en bestuurslid van de Stichting Aarde. Ook werkte hij voor de Industriebond FNV op energiegebied en voor de ABVA/KABO op afvalgebied.
Hoogendijk schreef verscheidene publicaties over de relatie economie-ecologie. Van zijn hand zijn onder meer Economie Ondersteboven en De grote Ommekeer. Centraal thema in het werk van Hoogendijk is de menselijke en maatschappelijke afhankelijkheid van geld en de obsessie voor economische groei.  
In het driedubbelnummer 12/13/14 van Ekologie: Strohalm tijdschrift over milieu en maatschappij was een interview met Hoogendijk opgenomen, waarin hij de uitgangspunten van Aktie Strohalm met betrekking tot het milieubeleid benoemde. Hij gaf voorbeelden van "ellende-spiralen": deze werden in de benadering van Aktie Strohalm gebruikt om zichtbaar te maken dat oplossingen voor negatieve maatschappelijke ontwikkelingen op langere termijn het probleem versterken en kunnen leiden tot nieuwe problemen op andere terreinen.